# L'agricoltore sperimentato
L'agricoltore sperimentato di Cosimo Trinci, con il Manuale de' giardinieri del p. Agostino Mandirola nel primo c'insegna la maniera piu sicura di conoscere, piantare, allevare le piante piu utili, e necessarie al vivere umano, e nel secondo il modo di coltivare, moltiplicare, e conservare i fiori di ogni sorte è un'opera di Cosimo Trinci (...-1756) pubblicata in Italia nel 1733 dall'editore Pierantonio Berno di Rovereto.

## Collocazione
Biblioteca di Agraria,Pisa. C1/6-F-83.

### Altre Biblioteche che lo posseggono
- Biblioteca Provinciale Giulio e Scipione Capone - Avellino - AV[2]
- Biblioteca nazionale centrale - Firenze - FI - [consistenza] 1 esemplare. - [tipo di digitalizzazione] integrale -[3]
- Biblioteca di scienze tecnologiche - Agraria - Università degli studi di Firenze - Firenze - FI[4]
- Biblioteca Statale Isontina - Gorizia - GO - [consistenza] 1 esemplare[5]
- Biblioteca della Fondazione Giangiacomo Feltrinelli - Milano - MI[6]
- Biblioteca dell'Orto botanico dell'Università degli studi di Padova - Padova - PD[7]
- Biblioteca del Monte - Perugia - PG - [consistenza] 1 esempl.[8]
- Biblioteca dell'Accademia nazionale dei Lincei e Corsiniana - Roma - RM[9]
- Biblioteca civica di Mestre - Venezia - VE - [consistenza] 1 esemplare[10]
- Biblioteca internazionale La Vigna - Vicenza - VI - [consistenza] 1 esemplare[10]

### Edizioni Digitali
Biblioteca nazionale centrale - Firenze - FI - [consistenza] 1 esemplare. - [tipo di digitalizzazione] integrale